# Геленув (Радомський повіт)
Геленув (пол. Helenów) — село в Польщі, у гміні Пйонки Радомського повіту Мазовецького воєводства.
Населення — 201 особа (2011).

## Демографія
Демографічна структура станом на 31 березня 2011 року:
|          | Загалом | Допрацездатний вік | Працездатний вік | Постпрацездатний вік |
| -------- | ------- | ------------------ | ---------------- | -------------------- |
| Чоловіки | 104     | 20                 | 75               | 9                    |
| Жінки    | 97      | 24                 | 51               | 22                   |
| Разом    | 201     | 44                 | 126              | 31                   |